# Noel Harrison
Noel Harrison (Londres, 29 de enero de 1934-Devon, Inglaterra, 20 de octubre de 2013) fue un cantante y actor británico, y también esquiador olímpico. Fue hijo del también actor Rex Harrison.
Es especialmente recordado por interpretar la canción The Windmills of Your Mind, compuesta en 1968 por el músico francés Michel Legrand para la película The Thomas Crown Affair. Esta canción ganó el premio Óscar a la mejor canción original de dicho año 1968.

## Biografía
Harrison nació el 29 de enero de 1934 en Kensington, Londres. Su madre, Ethel Margery Noel Collette-Thomas, fue la primera de las seis esposas de Rex Harrison; se divorciaron en 1942. Ethel y su primo Richard Michael Collette Thomas (más tarde teniente coronel muerto en combate en 1944, en Francia) fueron criados juntos por sus abuelos, el mayor John Cyril Collette-Thomas y Jessie Maud Scott-Brown, en Bude, al norte de Cornwall. Cuando era niño, asistió a la escuela Sunningdale, donde su padre también había sido alumno. Cuando tenía 15 años, Ethel sacó al joven Noel de la escuela en Radley y lo llevó a vivir a los Alpes suizos.
Después de aparecer en pequeños papeles en películas británicas como The Best of Enemies (1961), Hot Enough for June (1964) y Where the Spies Are (1965), Harrison se fue a los Estados Unidos en 1965, trabajando como animador de clubes nocturnos en dichos lugares. como el Hungry I en San Francisco, y en el Persian Room de la ciudad de Nueva York. Gracias a sus managers Bob Chartoff e Irwin Winkler, quienes luego produjeron las películas de Rocky, logró alcanzar un récord en las listas. La canción era "A Young Girl", escrita por Charles Aznavour. En la temporada de televisión 1966-67 apareció como Mark Slate en 29 episodios de la serie de NBC The Girl from UNCLE como coprotagonista de Stefanie Powers (April Dancer).

## Vida personal
Harrison estuvo casado tres veces. En 1959 se casó con Sara Lee Eberts Tufnell, con quien tuvo tres hijos: Cathryn, Simon y Harriet. Su matrimonio terminó en divorcio en 1969. Su segundo matrimonio fue en 1972 con Margaret Benson. La pareja tuvo dos hijos, Chloe y Will, y luego se divorció en 1989. El último matrimonio de Harrison fue en 1991 con Lori Chapman, con quien permaneció casado hasta su muerte en 2013.
Harrison murió en el hospital después de sufrir un ataque cardíaco en su casa de Devon, varias horas después de realizar un concierto local en la noche del 19 de octubre de 2013.

## Discografía
- Noel Harrison at the Blue Angel (1960)
- Noel Harrison at UnMusic (1960)
- Noel Harrison (1966)
- Collage (1967)
- Santa Monica Pier (1968)
- The Great Electric Experiment Is Over (1969) Produced by Peter Pilalfian and arranged by Luiz Henrique Rosa
- The World of Noel Harrison (1969 — compilation)
- Mount Hanley Song (1979)
- Live From Boulevard Music (2002 — live album recorded in the United States)
- Adieu, Jacques (2002 — music from the show, sung in French)
- Hold Back Time (2003)
- Life Is a Dream (2003 compilation)
- From the Sublime to the Ridiculous (2010)[10]